# Антоніо Чізері (футболіст)
Антоніо Чізері (італ. Antonio Ciseri), також відомий як Антон Чізері і Чізері І — швейцарський футболіст, що грав на позиції півзахисника. Виступав, зокрема, за клуб «Янг Фелловз». Володар Кубка Швейцарії.

## Клубна кар'єра
Виступав у складі клубу «Ювентус» (Цюрих). Разом з ним в команді грав його молодший брат Вінченцо Чізері ІІ.
В 1935 році перейшов в «Янг Фелловз» (Цюрих). Грав за клуб у найкращому сезоні в його історії 1935/36. «Янг Фелловз» став другим у чемпіонаті, а також виграв Кубок Швейцарії. У півфіналі клуб з Цюриха переміг «Янг Бойз» з рахунком 4:1 (один з голів забив Антоніо), а у фіналі обіграв «Серветт» — 2:0.
Влітку 1936 року брав участь в Кубку Мітропи. Швейцарські клуби вперше отримали запрошення виступити в турнірі, розпочинали свій шлях в кваліфікаційному раунді і всі четверо представників не змогли пройти далі. «Янг Фелловз» зустрічався з угорським клубом «Фебуш» і без шансів двічі програв 0:3 і 2:6.
В сезоні 1936-37 став бронзовим призером чемпіонату Швейцарії. Влітку 1937 року «Янг Фелловз» знову брав участь у Кубку Мітропи. Команда одразу ж вилетіла в 1/8 фіналу, але змогла нав'язати боротьбу більш статусній «Вієнні» з Австрії. Команди без участі Антоніо обмінялися перемогами (1:2 і 1:0), але в додатковому матчі він грав. Австрійці не наполягали на нейтральному полі і погодились провести цей поєдинок у Цюриху через два дні після попереднього. Більш досвідченні гості з Відня перемогли з рахунком 2:0 і пройшли далі.
В сезоні 1937/38 Чізері І не грав за «Янг Фелловз», але у наступному повернувся в команду і провів в клубі ще два роки.

## Статистика виступів

### Статистика виступів в чемпіонаті
Виступи у вищому дивізіоні чемпіонату Швейцарії, починаючи з сезону 1933/34.
| Сезон   | Клуб        | Ліга                | Матчі | Голи |
| ------- | ----------- | ------------------- | ----- | ---- |
| 1935/36 | Янг Фелловз | Чемпіонат Швейцарії | 26    | 0    |
| 1936/37 | Янг Фелловз | Чемпіонат Швейцарії | 16    | 0    |
| 1938/39 | Янг Фелловз | Чемпіонат Швейцарії | 13    | 0    |
| 1939/40 | Янг Фелловз | Чемпіонат Швейцарії | 16    | 2    |
| РАЗОМ   |             |                     | 71    | 2    |

### Статистика виступів у Кубку Мітропи
| №                      | Розіграш               | Стадія                 | Дата та місце проведення | Команда 1              | Рахунок | Команда 2    | Голи |
| ---------------------- | ---------------------- | ---------------------- | ------------------------ | ---------------------- | ------- | ------------ | ---- |
| 1                      | 1936                   | кв. раунд              | 07.06.1936 Цюрих         | Янг Фелловз            | 0:3     | Фебуш        |      |
| 2                      | 1936                   | кв. раунд              | 14.06.1936 Будапешт      | Фебуш                  | 6:2     | Янг Фелловз  |      |
| 3                      | 1937                   | 1/8 дод.               | 29.06.1937 Цюрих         | Янг Фелловз            | 0:2     | Ферст Вієнна |      |
| Всього в Кубку Мітропи | Всього в Кубку Мітропи | Всього в Кубку Мітропи | Всього в Кубку Мітропи   | Всього в Кубку Мітропи | 3       |              | 0    |

## Титули і досягнення
- Срібний призер чемпіонату Швейцарії (1):

«Янг Фелловз»: 1935–1936
- Бронзовий призер чемпіонату Швейцарії (1):

«Янг Фелловз»: 1936–1937
- Володар Кубка Швейцарії (1):

«Янг Фелловз»: 1935–1936